# 傑佛遜縣 (蒙大拿州)
傑佛遜縣（英語：Jefferson County）是位於美国蒙大拿州西部的一個縣。面積4,296平方公里。根据美国人口调查局2000年统计，共有人口10,049人。县治圓石。